# Élections législatives de 1993 dans l'Oise
Les élections législatives françaises de 1993 se déroulent les 21 et 28 mars 1993. Dans le département de l'Oise, sept députés sont à élire dans le cadre de sept circonscriptions.

## Élus
| Circonscription | Député sortant                              | Parti | Parti    | Député élu ou réélu    | Parti | Parti    |
| --------------- | ------------------------------------------- | ----- | -------- | ---------------------- | ----- | -------- |
| 1re             | Olivier Dassault                            |       | RPR      | Olivier Dassault       |       | RPR      |
| 2e              | Jean-François Mancel                        |       | RPR      | Jean-François Mancel   |       | RPR      |
| 3e              | Jean Anciant                                |       | PS       | Ernest Chénière        |       | RPR      |
| 4e              | Arthur Dehaine                              |       | RPR      | Arthur Dehaine         |       | RPR      |
| 5e              | Michel Françaix suppléant de Lionel Stoléru |       | PS       | Lucien Degauchy        |       | RPR      |
| 6e              | François-Michel Gonnot                      |       | UDF (PR) | François-Michel Gonnot |       | UDF (PR) |
| 7e              | Jean-Pierre Braine                          |       | PS       | Jean-Pierre Braine     |       | PS       |

## Positionnement des partis
Les candidats d'alliance RPR-UDF et divers droite se présentent sous la bannière de l'Union pour la France et ceux du Parti socialiste derrière l'Alliance des Français pour le Progrès. Par ailleurs, Les Verts et Génération écologie s'unissent sous l'étiquette Entente des écologistes.

## Résultats

### Résultats à l'échelle du département
| Parti          | Parti                                       | Premier tour | Premier tour | Second tour | Second tour | Sièges |
| Parti          | Parti                                       | Voix         | %            | Voix        | %           | Sièges |
| -------------- | ------------------------------------------- | ------------ | ------------ | ----------- | ----------- | ------ |
|                | Rassemblement pour la République            | 103 705      | 32,33        | 70 073      | 36,91       | 5      |
|                | Union pour la démocratie française          | 31 361       | 9,78         | 42 168      | 22,21       | 1      |
|                | Divers droite                               | 6 400        | 1,99         |             |             | 0      |
|                | Centre national des indépendants et paysans | 2 463        | 0,77         | 0           |             |        |
|                | Union pour la France                        | 143 929      | 44,86        | 112 241     | 59,13       | 6      |
|                |                                             |              |              |             |             |        |
|                | Parti socialiste                            | 40 510       | 12,64        | 33 181      | 17,48       | 1      |
|                | Mouvement des radicaux de gauche            | 5 383        | 1,68         |             |             | 0      |
|                | Alliance des Français pour le progrès       | 45 893       | 14,31        | 33 181      | 17,48       | 1      |
|                |                                             |              |              |             |             |        |
|                | Les Verts                                   | 12 814       | 3,99         |             |             | 0      |
|                | Génération écologie                         | 12 778       | 3,98         | 0           |             |        |
|                | Entente des écologistes                     | 25 592       | 7,98         |             |             | 0      |
|                |                                             |              |              |             |             |        |
|                | Front national                              | 52 618       | 16,40        | 44 404      | 23,39       | 0      |
|                | Parti communiste français                   | 29 877       | 9,31         |             |             | 0      |
|                | Le Trèfle - Les nouveaux écologistes        | 11 535       | 3,60         | 0           |             |        |
|                | Extrême gauche dont LCR, LO et PT           | 8 864        | 2,76         | 0           |             |        |
|                | Divers                                      | 1 159        | 0,36         | 0           |             |        |
|                | Mouvement des citoyens                      | 1 149        | 0,36         | 0           |             |        |
|                | Extrême droite                              | 190          | 0,06         | 0           |             |        |
|                |                                             |              |              |             |             |        |
| Inscrits       | Inscrits                                    | 472 874      | 100,00       | 330 468     | 100,00      | 7      |
| Abstentions    | Abstentions                                 | 135 728      | 28,7         | 113 397     | 34,31       |        |
| Votants        | Votants                                     | 337 146      | 71,3         | 217 071     | 65,69       |        |
| Blancs et nuls | Blancs et nuls                              | 16 340       | 4,85         | 27 245      | 12,55       |        |
| Exprimés       | Exprimés                                    | 320 806      | 95,15        | 189 826     | 87,45       |        |

### Résultats par circonscription

#### Première circonscription (Beauvais-Nord)
|                | Olivier Dassault sortant réélu | RPR (UPF)      | 25 488 | 50,37  |  |  |  |
|                | Yves Rome                      | PS (ADFP)      | 8 060  | 15,93  |  |  |  |
|                | Katherine d'Herbais            | FN             | 6 164  | 12,18  |  |  |  |
|                | Thierry Aury                   | PCF            | 3 291  | 6,50   |  |  |  |
|                | Christian Filippi              | GÉ (EÉ)        | 2 907  | 5,75   |  |  |  |
|                | Madeleine de Chaumont          | LT-LNÉ         | 2 235  | 4,42   |  |  |  |
|                | Gilles Berg                    | LO             | 1 303  | 2,58   |  |  |  |
|                | Guillaume Vuilletet            | MDC            | 1 149  | 2,27   |  |  |  |
|                |                                |                |        |        |  |  |  |
| Inscrits       | Inscrits                       | Inscrits       | 69 899 | 100,00 |  |  |  |
| Abstentions    | Abstentions                    | Abstentions    | 16 679 | 23,86  |  |  |  |
| Votants        | Votants                        | Votants        | 53 220 | 76,14  |  |  |  |
| Blancs et nuls | Blancs et nuls                 | Blancs et nuls | 2 623  | 4,93   |  |  |  |
| Exprimés       | Exprimés                       | Exprimés       | 50 597 | 95,07  |  |  |  |

#### Deuxième circonscription (Beauvais-Ouest)
|                | Jean-François Mancel sortant réélu | RPR (UPF)      | 25 915 | 51,07  |  |  |  |
|                | Bernard Maretheu                   | FN             | 7 412  | 14,61  |  |  |  |
|                | André Sainjon                      | MRG (ADFP)     | 5 383  | 10,61  |  |  |  |
|                | Solange Schmitt-Trécant            | PCF            | 3 811  | 7,51   |  |  |  |
|                | Bernard Lahitte                    | Les Verts (EÉ) | 3 566  | 7,03   |  |  |  |
|                | Gérard Dumont                      | LT-LNÉ         | 2 426  | 4,78   |  |  |  |
|                | Yves Gaillard                      | LO             | 1 490  | 2,94   |  |  |  |
|                | Jean-André Petit                   | LCR            | 740    | 1,46   |  |  |  |
|                |                                    |                |        |        |  |  |  |
| Inscrits       | Inscrits                           | Inscrits       | 72 481 | 100,00 |  |  |  |
| Abstentions    | Abstentions                        | Abstentions    | 18 853 | 26,01  |  |  |  |
| Votants        | Votants                            | Votants        | 53 628 | 73,99  |  |  |  |
| Blancs et nuls | Blancs et nuls                     | Blancs et nuls | 2 885  | 5,38   |  |  |  |
| Exprimés       | Exprimés                           | Exprimés       | 50 743 | 94,62  |  |  |  |

#### Troisième circonscription (Creil)
| Candidat       | Candidat               | Parti          | Premier tour | Premier tour | Second tour | Second tour |  |
| Candidat       | Candidat               | Parti          | Voix         | %            | Voix        | %           |  |
| -------------- | ---------------------- | -------------- | ------------ | ------------ | ----------- | ----------- |  |
|                | Ernest Chénière élu    | RPR (UPF)      | 12 690       | 30,36        | 18 064      | 60,48       |  |
|                | Michel Guiniot         | FN             | 8 332        | 19,93        | 11 803      | 39,52       |  |
|                | Jean Anciant sortant   | PS (ADFP)      | 6 900        | 16,51        |             |             |  |
|                | Maurice Bambier        | PCF            | 6 140        | 14,69        |             |             |  |
|                | Corinne Pascal-Thibout | Les Verts (EÉ) | 2 478        | 5,93         |             |             |  |
|                | Marie-Catherine Roidot | LT-LNÉ         | 1 511        | 3,61         |             |             |  |
|                | Roland Szpirko         | LO             | 969          | 2,32         |             |             |  |
|                | Gisèle Turco           | Divers droite  | 950          | 2,27         |             |             |  |
|                | Eric Froissart         | CNIP           | 592          | 1,42         |             |             |  |
|                | Monique Bouzin         | PT             | 515          | 1,23         |             |             |  |
|                | Jean-Luc Hamard        | Divers         | 317          | 0,76         |             |             |  |
|                | Henri Durand           | UDI            | 219          | 0,52         |             |             |  |
|                | Régine Gautier         | AP             | 190          | 0,45         |             |             |  |
|                |                        |                |              |              |             |             |  |
| Inscrits       | Inscrits               | Inscrits       | 63 777       | 100,00       | 63 777      | 100,00      |  |
| Abstentions    | Abstentions            | Abstentions    | 19 994       | 31,35        | 26 534      | 41,6        |  |
| Votants        | Votants                | Votants        | 43 783       | 68,65        | 37 243      | 58,4        |  |
| Blancs et nuls | Blancs et nuls         | Blancs et nuls | 1 980        | 4,52         | 7 376       | 19,81       |  |
| Exprimés       | Exprimés               | Exprimés       | 41 803       | 95,48        | 29 867      | 80,19       |  |

#### Quatrième circonscription (Senlis)
| Candidat       | Candidat                     | Parti          | Premier tour | Premier tour | Second tour | Second tour |  |
| Candidat       | Candidat                     | Parti          | Voix         | %            | Voix        | %           |  |
| -------------- | ---------------------------- | -------------- | ------------ | ------------ | ----------- | ----------- |  |
|                | Arthur Dehaine sortant réélu | RPR (UPF)      | 23 084       | 45,65        | 28 308      | 69,51       |  |
|                | Philippe Evrard              | FN             | 8 784        | 17,37        | 12 417      | 30,49       |  |
|                | Olivier Deuil                | PS (ADFP)      | 5 929        | 11,73        |             |             |  |
|                | Gérard Palteau               | GÉ (EÉ)        | 4 776        | 9,44         |             |             |  |
|                | Serge Macudzinski            | PCF            | 3 955        | 7,82         |             |             |  |
|                | Gilberte Sacré               | LT-LNÉ         | 1 677        | 3,32         |             |             |  |
|                | Georges Hilmoine             | Divers droite  | 1 153        | 2,28         |             |             |  |
|                | Charles Sèbe                 | UDI            | 542          | 1,07         |             |             |  |
|                | Jean-Michel Martinaud        | Divers droite  | 370          | 0,73         |             |             |  |
|                | Nicolas Mettra               | Divers         | 297          | 0,59         |             |             |  |
|                |                              |                |              |              |             |             |  |
| Inscrits       | Inscrits                     | Inscrits       | 76 324       | 100,00       | 76 298      | 100,00      |  |
| Abstentions    | Abstentions                  | Abstentions    | 23 562       | 30,87        | 27 839      | 36,49       |  |
| Votants        | Votants                      | Votants        | 52 762       | 69,13        | 48 459      | 63,51       |  |
| Blancs et nuls | Blancs et nuls               | Blancs et nuls | 2 195        | 4,16         | 7 734       | 15,96       |  |
| Exprimés       | Exprimés                     | Exprimés       | 50 567       | 95,84        | 40 725      | 84,04       |  |

#### Cinquième circonscription (Compiègne)
| Candidat       | Candidat               | Parti          | Premier tour | Premier tour | Second tour | Second tour |  |
| Candidat       | Candidat               | Parti          | Voix         | %            | Voix        | %           |  |
| -------------- | ---------------------- | -------------- | ------------ | ------------ | ----------- | ----------- |  |
|                | Lucien Degauchy élu    | RPR (UPF)      | 16 528       | 40,04        | 23 701      | 60,24       |  |
|                | François Ferrieux      | PS (ADFP)      | 5 940        | 14,39        | 15 642      | 39,76       |  |
|                | Jean-Paul Letourneur   | FN             | 5 908        | 14,31        |             |             |  |
|                | Gilles Masure          | PCF            | 4 528        | 10,97        |             |             |  |
|                | André Pauquet          | Les Verts      | 2 376        | 5,76         |             |             |  |
|                | Lionel Stoléru sortant | GÉ (EÉ)        | 2 226        | 5,39         |             |             |  |
|                | Jean-Marc Iskin        | LO             | 1 222        | 2,96         |             |             |  |
|                | Sylvie Giraud          | LT-LNÉ         | 1 017        | 2,46         |             |             |  |
|                | Guy Harlé d'Ophove     | CNIP           | 708          | 1,72         |             |             |  |
|                | Claude Pancrazi        | Divers droite  | 595          | 1,44         |             |             |  |
|                | Pierre Jaudon          | UDI            | 232          | 0,56         |             |             |  |
|                |                        |                |              |              |             |             |  |
| Inscrits       | Inscrits               | Inscrits       | 61 491       | 100,00       | 61 487      | 100,00      |  |
| Abstentions    | Abstentions            | Abstentions    | 17 954       | 29,2         | 18 754      | 30,5        |  |
| Votants        | Votants                | Votants        | 43 537       | 70,8         | 42 733      | 69,5        |  |
| Blancs et nuls | Blancs et nuls         | Blancs et nuls | 2 257        | 5,18         | 3 390       | 7,93        |  |
| Exprimés       | Exprimés               | Exprimés       | 41 280       | 94,82        | 39 343      | 92,07       |  |

#### Sixième circonscription (Noyon)
| Candidat       | Candidat                             | Parti          | Premier tour | Premier tour | Second tour | Second tour |  |
| Candidat       | Candidat                             | Parti          | Voix         | %            | Voix        | %           |  |
| -------------- | ------------------------------------ | -------------- | ------------ | ------------ | ----------- | ----------- |  |
|                | François-Michel Gonnot sortant réélu | UDF (PR)       | 19 186       | 44,72        | 24 887      | 69,84       |  |
|                | Pierre Descaves                      | FN             | 6 919        | 16,13        | 10 746      | 30,16       |  |
|                | Gérard Beylle                        | PS (ADFP)      | 4 828        | 11,25        |             |             |  |
|                | Jean-Claude Lefebvre                 | Les Verts (EÉ) | 4 394        | 10,24        |             |             |  |
|                | Jacques Desmoulin                    | PCF            | 3 680        | 8,58         |             |             |  |
|                | Bruno Ferlay                         | LO             | 1 296        | 3,02         |             |             |  |
|                | Danielle Aurès                       | LT-LNÉ         | 1 197        | 2,79         |             |             |  |
|                | Albert Ferra                         | Divers droite  | 754          | 1,76         |             |             |  |
|                | Geneviève Agostini                   | Divers droite  | 653          | 1,52         |             |             |  |
|                |                                      |                |              |              |             |             |  |
| Inscrits       | Inscrits                             | Inscrits       | 64 213       | 100,00       | 64 212      | 100,00      |  |
| Abstentions    | Abstentions                          | Abstentions    | 19 228       | 29,94        | 22 002      | 34,26       |  |
| Votants        | Votants                              | Votants        | 44 985       | 70,06        | 42 210      | 65,74       |  |
| Blancs et nuls | Blancs et nuls                       | Blancs et nuls | 2 078        | 4,62         | 6 577       | 15,58       |  |
| Exprimés       | Exprimés                             | Exprimés       | 42 907       | 95,38        | 35 633      | 84,42       |  |

#### Septième circonscription (Clermont)
| Candidat       | Candidat                         | Parti          | Premier tour | Premier tour | Second tour | Second tour |  |
| Candidat       | Candidat                         | Parti          | Voix         | %            | Voix        | %           |  |
| -------------- | -------------------------------- | -------------- | ------------ | ------------ | ----------- | ----------- |  |
|                | Patrick Malaizé                  | UDF (PR)       | 12 175       | 28,37        | 17 281      | 39,05       |  |
|                | Jean-Jacques Leroy               | FN             | 9 099        | 21,21        | 9 438       | 21,32       |  |
|                | Jean-Pierre Braine sortant réélu | PS (ADFP)      | 8 853        | 20,63        | 17 539      | 39,63       |  |
|                | Jean Sylla                       | PCF            | 4 472        | 10,42        |             |             |  |
|                | Christian Jaskowiec              | GÉ (EÉ)        | 2 869        | 6,69         |             |             |  |
|                | Paule Le Gonidec                 | LT-LNÉ         | 1 472        | 3,43         |             |             |  |
|                | Franck Plain                     | LO             | 1 329        | 3,1          |             |             |  |
|                | Joël Dupuy                       | CNIP           | 1 163        | 2,71         |             |             |  |
|                | Georges Mouttet                  | Divers droite  | 932          | 2,17         |             |             |  |
|                | Francis Thabault                 | Divers         | 545          | 1,27         |             |             |  |
|                |                                  |                |              |              |             |             |  |
| Inscrits       | Inscrits                         | Inscrits       | 64 689       | 100,00       | 64 694      | 100,00      |  |
| Abstentions    | Abstentions                      | Abstentions    | 19 458       | 30,08        | 18 268      | 28,24       |  |
| Votants        | Votants                          | Votants        | 45 231       | 69,92        | 46 426      | 71,76       |  |
| Blancs et nuls | Blancs et nuls                   | Blancs et nuls | 2 322        | 5,13         | 2 168       | 4,67        |  |
| Exprimés       | Exprimés                         | Exprimés       | 42 909       | 94,87        | 44 258      | 95,33       |  |